# John Doucette

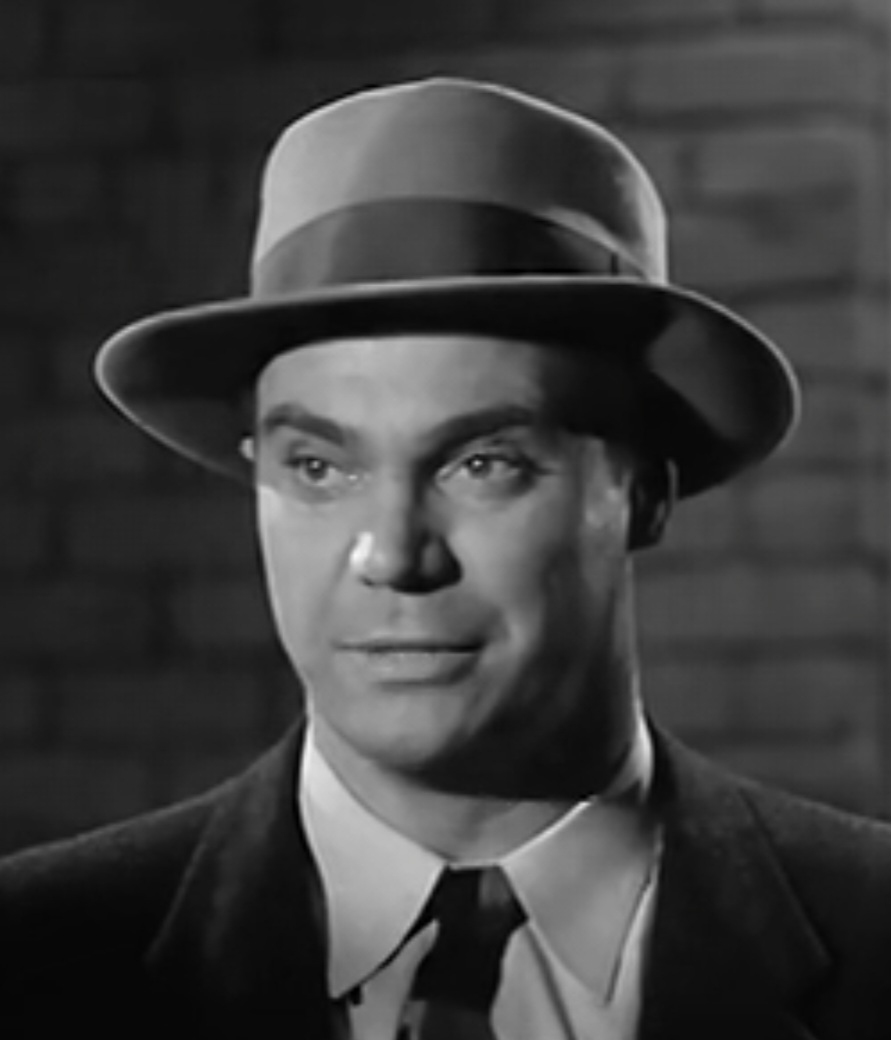
John Doucette en el film El defensor público.

John Doucette (21 de enero de 1921 – 16 de agosto de 1994) fue un prolífico actor cinematográfico estadounidense de carácter. Es recordado por su interpretación recurrente de personajes violentos y malvados en películas del género western. Según IMDb, entre 1943 y 1987 actuó en unas 260 producciones, tanto cinematográficas como televisivas, con unas sesenta primeras actuaciones en las que no aparecía en los créditos.

## Biografía
Nacido en Brockton, Massachusetts, Doucette progresó a lo largo de su carrera a la interpretación de papeles dramáticos, incluyendo uno como arquitecto en El manantial en (1949), así como el de General Lucian Truscott en el film de 1970 Patton. Otras de sus actuaciones destacadas tuvieron lugar en High Noon, La túnica sagrada y Cleopatra. Se hizo un rostro familiar gracias a sus interpretaciones en los filmes protagonizados por John Wayne True Grit (Valor de ley), Los cuatro hijos de Katie Elder y El gran Jack. 
También fue conocido por interpretar en varias ocasiones a hampones, policías corruptos y villanos en episodios de la serie televisiva El llanero solitario, un papel natural dada su presencia física y su habilidad con el revólver. 
Era considerado uno de los actores de Hollywood más rápidos manejando un arma. Sus papeles, sin embargo, iban más allá de dicho estereotipo. Así, actuó en diversos shows televisivos de otras características, como por ejemplo The Adventures of Kit Carson, The Cisco Kid, City Detective, The Joseph Cotten Show, My Friend Flicka, Behind Closed Doors, Sheriff of Cochise, Bonanza, Kung Fu, The Rat Patrol, Hogan's Heroes, Lock-Up, Superman, Science Fiction Theater y Disneyland.
Doucette encarnó en dos ocasiones al Jefe Apache Gerónimo: la primera en 1958, en el episodio "Geronimo" de la serie western protagonizada por Pat Conway Tombstone Territory; la segunda en 1961 en el capítulo "Gamble with Death", de la producción western Death Valley Days. En ambos títulos trabajó con el actor de carácter Tom Greenway.
John Doucette falleció en 1994 en Banning, California, a causa de un cáncer. Fue enterrado en el Cementerio de Holy Cross de Culver City (California).